# 波斯灣觸角䲁
波斯灣觸角䲁（學名：Antennablennius persicus），為輻鰭魚綱鳚形目䲁科觸角䲁屬的一種，分布於西北印度洋波斯灣至印度西北部海域，深度0至2公尺，體長可達6.1公分，棲息在沿海岩岸淺水域，通常躲在洞穴，以藻類為食，雌魚產附著性卵，雄魚有護卵行為。